# Kronika Rodu Tocco
Kronika Rodu Tocco – anonimowa kronika bizantyńska z XV wieku.
Obejmuje ona okres 1375-1425. Skupia się na dziejach rodu Tocco. Centralna postacią jest Karol I Tocco, hrabia Kefalenii (1376–1429) i despota Epiru (1399–1429). Jest napisana piętnastosylabowym białym wierszem w języku greckim. Składa się 3923 wersów. Autor pozostaje nieznany. Prawdopodobnie była nim osoba z kręgu Karola Tocco. Jest on przyjazny wobec Greków i nieprzychylnie nastawiony wobec Albańczyków. Kronika została opublikowana po raz pierwszy w 1975 roku przez Giuseppe Schiro. Kronika ma wartość jako źródło historyczne do dziejów rodu Tocco.